# 23192 Caysvesterby
23192 Caysvesterby là một tiểu hành tinh vành đai chính với chu kỳ quỹ đạo là 1887.7273132 ngày (5.17 năm).
Nó được phát hiện ngày 25 tháng 8 năm 2000.
Tiểu hành tinh đặt tên theo Ashiyah Cays-Vesterby, cô đã giành giải nhất trong cuộc thi Khoa học và Kỹ thuật tổ chức ở bang Washington trong hai năm 2007 và 2008.